# Высокий (вулкан, 2161 м)
Высо́кий (Колхо́зный) — активный вулкан, расположенный в юго-восточной части полуострова Камчатка. Соединяется с двумя вулканами: Приходченко и Комаровым.
Расположен в восточной части центральной Камчатки между верховьями рек Лиственничная и Сторож, Богачевка и Дроздовская. Находится в 4 км к северо-востоку от вулкана Комарова.
Относится к группе Верхнебогачевских вулканов, самый северный из Кизимен-Гамченского ряда вулканов. Основание в форме эллипса 5 × 7 км, вытянутого на северо-запад, поперек хребта Гамчен. Абсолютная высота — 2150 м. На вершине имеется кратер овальной формы размером 500 × 250 м.
Позднеголоценовый конус вулкана находится на вершине средне- и позднеплейстоценового щита.
Это самый северный вулкан Восточного вулканического пояса. В его строении чётко выделяются:
- оливинно-андезитовые лавовые потоки.
- лавовый поток последнего извержения (50 год до нашей эры).

Сложен вулкан преимущественно базальто-андезитами и андезитами. Основными голоценовыми продуктами данного вулкана были пористые черные шлаки и пеплы (как базальто-андезитового, так и андезитового составов), а также желтоватые и бежевые андезитовые пемзы. Потоки лавы, сходившие со склонов вулкана Высокий, достигали в длину 10 км и порождали мощные лахары.
В исторический период извержения Высокого неизвестны.